# Rathaus (Leutershausen)

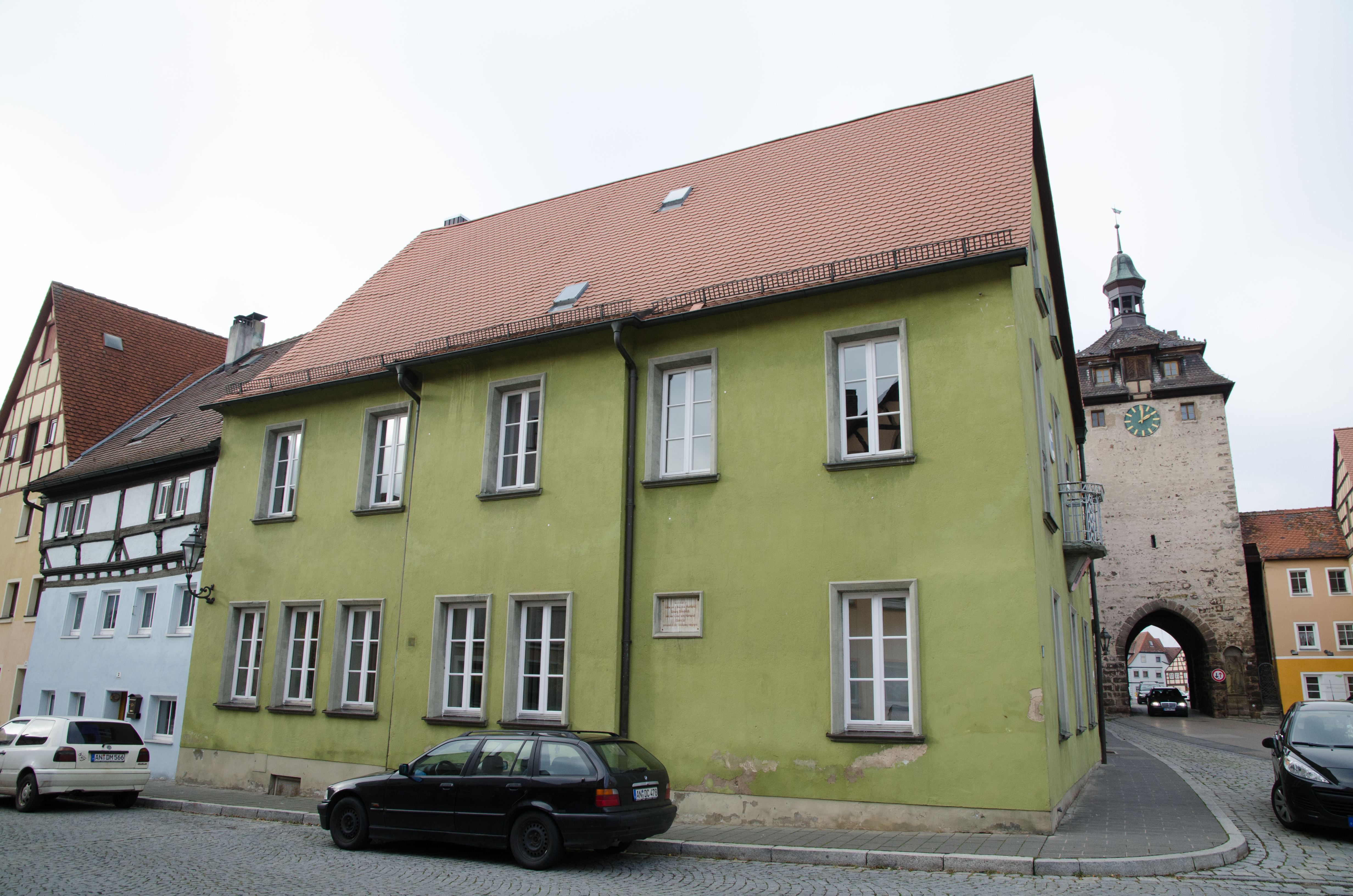
Rathaus in Leutershausen, rechts hinten das obere nördliche Tor

Das Rathaus in Leutershausen, einer Stadt im mittelfränkischen Landkreis Ansbach in Bayern, wurde 1785 errichtet. Das Rathaus am Markt 1 war bis zu seiner Streichung von der Denkmalliste ein geschütztes Baudenkmal.
Der zweigeschossige Satteldachbau in Ecklage wurde modern umgebaut.